# Kit Mikayi
Kit Mikayi, también transcrito como  Kit-Mikayi, Kitmikayi o Kitmikaye (en dholuo, una engua de la familia luo, que significa «la piedra de la primera mujer» o «la piedra de la primera esposa») es un apilamiento rocoso del occidente de Kenia, un tor de unos 40 m de altura situado en la provincia de Nyanza, cerca de la aldea de Kombewa no lejos de la carretera n° C27 que une Bondo y Kisumu, y a unos 29 km de esta última ciudad.
Esta aglomerado forma parte de las rocas que lloran que aparecen en la región. Cualquiera que sea la aridez de la estación, el agua fluye permanentemente de la base del conjunto. El chaos de Kit Mikayi es el primero de cuatro klippes que forman parte de una napa tectónica localizada en el escalón norte del paso del rift Kavirondo (el klippe más alejado del escalón es la isla Ndere, en el golfo de Winam del lago Victoria).
Aunque el lugar no es un área protegida por el gobierno de Kenia, es el sitio más sagrado en la tradición de los luo que aseguran su conservación. El lugar también es un lugar de peregrinación para los adeptos del movimiento religiosos Legio Maria que deja allí un tutor permanente y encienden velas durante toda la noche.

## Leyendas

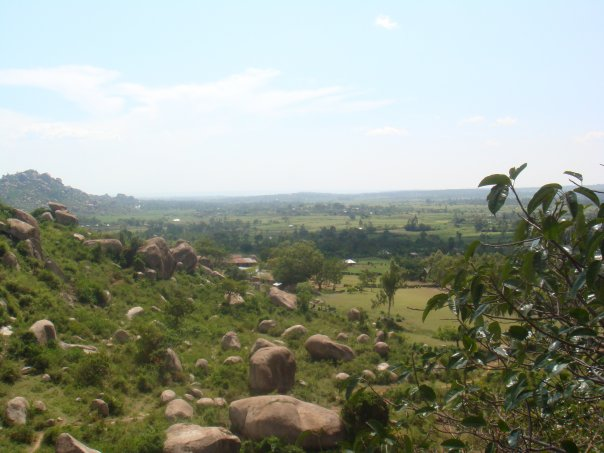
Vista sobre la campiña desde Kit Mikayi

La leyenda que hay detrás de Kit Mikayi es la siguiente: hace mucho tiempo había un anciano llamado Ngeso que vivía enamorado de la piedra. Cada día cuando se despertaba por la mañana, entraba dentro de la cueva de piedra y permanecía allí todo el día, lo que obligaba a que su esposa le llevara el desayuno y el almuerzo todos los días. El anciano estaba tan apasionadamente enamorado de esta piedra que cuando la gente le preguntaba a su esposa por su paradero, ella respondía que él había ido con su primera esposa (Mikayi), por lo que la piedra era conocida como la piedra de la primera esposa (Kit Mikayi).[cita requerida]
Una explicación de la forma de esta piedra única es que representa la estructura de la familia polígama de la cultura Luo, que tenía la casa de la primera mujer (Mikayi), y más allá, construida en el lado derecho estaba la casa de la segunda esposa (Nyachira), mientras que la casa de la tercera esposa (Reru) había sido construida en el lado izquierdo de la granja. Esta roca también es vista como un núcleo familiar donde el padre (Ngeso) sería la piedra central seguida por la voluminosa Mikayi (la primera mujer), luego Nyachira (segunda esposa), seguida de Reru (tercera esposa) y además, en frente, estaba el niño que es representado por Simba (que es la casa para el primer niño nacido en la granja). Desde hace mucho tiempo, esta piedra ha sido un lugar sagrado para los lugareños para adorar en tiempo de angustia. 

## Significado del lugar
Los lugareños que viven alrededor de las piedras son conocidos como el clan Luo-Kakello. El sitio está asociado con sacrificios y muchas leyendas de tiempos precristianos, sobre todo historias que explican el significado del nombre.
Kit-Mikayi es un punto de interés regional de turismo, especialmente entre las tribus luo vecinas. También se ha convertido en un popular sitio de peregrinaje local para los seguidores de la secta Legio Maria que llegan a la roca para orar y ayunar durante varias semanas a la vez.
Poco antes de la elección de Barack Obama Jr., el 4 de noviembre de 2008, como el 44.º Presidente de los Estados Unidos de América, los campesinos llegaban a este lugar para bailar danzas tradicionales y depositar ofrendas con la esperanza de un hechizo favorable.